# 人树
《人树》是澳大利亚小说家、诺贝尔奖得主帕特里克·怀特的第四部小说，标题来自豪斯曼的一首诗。它讲述了帕克一家三代人的家族史。它根植于澳大利亚自己的文化和民间传说，是讲史诗般的西方文明传统和意识形态融入本土的澳大利亚丛林这一历史进程的一次尝试。“当我们移居[悉尼城堡山]时，”怀特写道，“我觉得生活从表面上看是那么沉闷、丑陋、单调，一定隐藏着一首诗能赋予它意义，所以我开始去寻找那奥秘的核心，于是《人树》便在我脑海中浮现了。”

## 情节
斯坦·帕克早年丧失了父母，娶一个瘦小女子艾米为妻。他自己用手开拓了森林地区，建立了家园，越来越多的人被吸引到那里。后来相继发生了洪水、大火，斯坦也曾短暂入伍参加第一次世界大战，在那次大火中，他在艾米要求下救下过年轻姑娘玛德琳。后来他和艾米诞下了一对儿女雷和塞尔玛。儿女们年岁见长，关系却十分疏远，艾米曾经出轨了一个流动小贩利奥，成为了压在她心底的秘密。雷后来成为一个从事偷骗的小混混，先后有了妻子和情妇，各有一个孩子。塞尔玛嫁给了律师，去城里生活，和父亲当年救下的玛德琳成为朋友。最后雷因得罪黑帮被枪杀，故人一个个星散，斯坦有一天因中风死在了地里。只留下雷的儿子，追寻着生活中的诗情……

## 评价
詹姆斯·斯特恩在《纽约时报》上写道：“在我看来，《人树》是一部不朽杰作，毫无遗漏的讲述了生命的方方面面。就像把一个放大镜被置于一个微观世界的上空，对准这个世界的中心，越放越大，男人和女人，结了婚，被爱束缚，从他们身上放射出人类的美丽与悲愁。”